# Liste de films français sortis en 1971
Listes de films français
- 1967
- 1968
- 1969
- 1970
- 1971
- 1972
- 1973
- 1974
- 1975

Liste non exhaustive de films français sortis en 1971

## 1971
| Titre                                            | Réalisateur            | Distribution                                  | Genre                       | Notes |
| ------------------------------------------------ | ---------------------- | --------------------------------------------- | --------------------------- | ----- |
| La Folie des grandeurs                           | Gérard Oury            | Louis de Funès, Yves Montand                  | Comédie, historique         |       |
| Le Casse                                         | Henri Verneuil         | Jean-Paul Belmondo, Omar Sharif               | Action, policier            |       |
| Le Cinéma de papa                                | Claude Berri           | Yves Robert, Alain Cohen                      | Comédie, drame              |       |
| Le Chat                                          | Pierre Granier-Deferre | Jean Gabin, Simone Signoret                   | Drame                       |       |
| Le Cri du cormoran le soir au-dessus des jonques | Michel Audiard         | Paul Meurisse, Bernard Blier, Michel Serrault | Comédie                     |       |
| Out 1 : Noli me tangere                          | Jacques Rivette        | Jean-Pierre Léaud, Michael Lonsdale           | Comédie dramatique          |       |
| La Veuve Couderc                                 | Pierre Granier-Deferre | Alain Delon, Simone Signoret                  | Drame                       |       |
| Le Bateau sur l'herbe                            | Gérard Brach           | Claude Jade, Jean-Pierre Cassel               | Drame, comédie              |       |
| Les Deux Anglaises et le Continent               | François Truffaut      | Jean-Pierre Léaud, Philippe Léotard           | Comédie dramatique, romance |       |
| Les Assassins de l'ordre                         | Marcel Carné           | Jacques Brel, Catherine Rouvel                | Drame                       |       |
| Raphaël ou le Débauché                           | Michel Deville         | Maurice Ronet, Françoise Fabian               | Drame, romance              |       |
| Max et les Ferrailleurs                          | Claude Sautet          | Michel Piccoli, Romy Schneider                | Drame, policier             |       |
| Juste avant la nuit                              | Claude Chabrol         | Michel Bouquet, Stéphane Audran               | Drame, policier             |       |
| Trafic                                           | Jacques Tati           | Jacques Tati, Maria Kimberly                  | Comédie                     |       |
| Le drapeau noir flotte sur la marmite            | Michel Audiard         | Jean Gabin, Ginette Leclerc                   | Comédie                     |       |
| Ça n’arrive qu’aux autres                        | Nadine Trintignant     | Catherine Deneuve, Marcello Mastroianni       | Drame                       |       |
| Les Mariés de l'an II                            | Jean-Paul Rappeneau    | Jean-Paul Belmondo, Marlène Jobert            | Comédie, aventure           |       |
| Melody                                           | Jean-Christophe Averty | Jane Birkin, Serge Gainsbourg                 | Comédie musicale            |       |
| La Décade prodigieuse                            | Claude Chabrol         | Orson Welles, Marlène Jobert                  | Thriller                    |       |
| La Part des lions                                | Jean Larriaga          | Charles Aznavour, Robert Hossein              | Policier                    |       |
| Les Aveux les plus doux                          | Édouard Molinaro       | Philippe Noiret, Roger Hanin                  | Policier, thriller          |       |
| Boulevard du rhum                                | Robert Enrico          | Lino Ventura, Brigitte Bardot                 | Aventure                    |       |
| Le souffle au cœur                               | Louis Malle            | Lea Massari, Benoît Ferreux, Daniel Gélin     | Drame psychologique         |       |
| Mourir d'aimer                                   | André Cayatte          | Annie Girardot, Bruno Pradal                  | Drame                       |       |
| Sur un arbre perché                              | Serge Korber           | Louis de Funès, Geraldine Chaplin             | Comédie                     |       |
| Jo                                               | Jean Girault           | Louis de Funès, Bernard Blier, Claude Gensac  | Comédie policière           |       |
| Fantasia chez les ploucs                         | Gérard Pirès           | Lino Ventura, Jean Yanne                      | Comédie                     |       |